# Víctor Osorio Reyes
Víctor Hugo Osorio Reyes (Santiago, 27 de octubre de 1965) es un periodista, escritor y académico chileno. Se desempeñó como ministro de Bienes Nacionales en el segundo gobierno de la presidenta Michelle Bachelet entre 2014 y 2016.

## Biografía
Osorio nació en la comuna de Maipú, en el sector poniente de la Región Metropolitana, adoptado por un matrimonio de trabajadores. Realizó sus estudios básicos en el Liceo A N.º 73 (hoy Santiago Bueras y Avaria) y sus estudios secundarios en el Instituto Superior de Comercio N.º 2 (Insucodos). Es periodista titulado en la Universidad Pedro de Valdivia, con estudios en la Universidad ARCIS. Es socio del Colegio de Periodistas de Chile. Durante la década de 1990 trabajó en medios de comunicación como el diario La Nación y la revista Ercilla. También fue editor nacional de la agencia United Press International (UPI), y editor de Informaciones y Reportajes del diario El Metropolitano.  En 2005 dio origen al periódico en línea Crónica Digital en el que ejerció como primer director periodístico.
También se ha destacado por sus publicaciones periodísticas. Fue coautor del libro de investigación Los hijos de Pinochet (1995) y participó en la obra colectiva Morir es la noticia (1997), junto a más de 60 periodistas. Otras de sus obras son El viaje secreto de Hugo Chávez a Chile (2011) y Fragmentos de una larga jornada (2012), ambos publicados por Ediciones Escaparate.
Osorio recibió una mención honrosa en el VIII Premio Latinoamericano de Periodismo José Martí, patrocinado por la  Agencia Latinoamericana de Noticias  Prensa Latina.

## Carrera política
En 1983 ingresó a la Izquierda Cristiana (IC).
Tuvo un importante rol dentro de las llamadas «Jornadas de Protesta Nacional» contra el régimen militar de Augusto Pinochet, como uno de los principales fundadores del Comité Pro FESES en abril de 1985. El Comité Pro FESES agrupó a los estudiantes secundarios en oposición al régimen castrense, el cual propuso en 1986 la reconstrucción de la Federación de Estudiantes Secundarios de Santiago (FESES), principal organización de los estudiantes secundarios hasta que fue proscrita en 1973. También fue representante de los estudiantes secundarios en la "Asamblea Nacional de la Civilidad", que convocó al Paro Nacional del 2 y 3 de julio de 1986, considerada la movilización de mayor envergadura que se ha producido en los últimos 50 años en Chile. En esas circunstancias, ese año fue uno de los principales articuladores de la primera ofensiva social contra la municipalización y privatización de la enseñanza, impulsada por el régimen militar. Una parte de esa historia fue recogida en el documental Actores Secundarios (2004) y en el libro "La Rebelión de los Pingüinos", escrito por el periodista Juan Azócar Valdés (2016).
Se incorporó a la Comisión Política de la Izquierda Cristiana en su Segundo Congreso Nacional, concluido en diciembre de 2006, cuando la colectividad integraba la coalición de izquierda denominada Juntos Podemos. En el Tercer Congreso Nacional de la Izquierda Cristiana de Chile, concluido en diciembre de 2010, fue elegido presidente de la colectividad, siendo el primero que no formó parte de los fundadores del partido en 1971. En julio de 2012 la IC junto con otros movimientos de izquierda se fusionaron en la Izquierda Ciudadana (IC), de la cual Osorio asumió como su primer presidente, por lo que le correspondió representar a la colectividad en la formación y primera etapa de desarrollo de la convergencia opositora denominada Nueva Mayoría, así como en el comité político de la candidatura de Michelle Bachelet para las elecciones primarias, y la primera y segunda vuelta presidencial de 2013.
El 24 de enero de 2014 la presidenta electa Michelle Bachelet anunció su nombramiento como ministro de Bienes Nacionales de su segundo gobierno. Asumió dicho cargo el 11 de marzo de 2014, por lo cual dejó la presidencia de la IC.
Uno de los hechos de mayor interés público de su gestión ministerial fue la labor para recuperar las propiedades fiscales transferidas gratuitamente entre 1977 y 1989 a la Fundación CEMA Chile, entidad presidida por Lucía Hiriart, viuda de Augusto Pinochet. El propio Osorio señaló que “con profunda satisfacción, expresamos que fuimos capaces de colocar término a 25 años de impunidad y silencio, respecto del patrimonio de todos los chilenos y las chilenas que fue apropiado por Fundación CEMA Chile. Establecimos con precisión un catastro de los bienes fiscales que fueron transferidos en forma gratuita desde Bienes Nacionales a CEMA Chile entre 1976 y 1989, fiscalizamos su estado actual y acreditamos que CEMA había derivado en una entidad inmobiliaria con fines de lucro, solicitamos al Consejo de Defensa del Estado que recurriera judicialmente la restitución de los bienes al Fisco, logramos que la Corte de Apelaciones de Santiago diera curso a la solicitud de investigación judicial y que designara un ministro en visita, en forma paralela iniciamos la recuperación de los bienes que estaban en poder de CEMA bajo figura de concesión y establecimos que la Plaza de Paine era un bien de uso público, y posibilitamos que el ministro en visita dispusiera el embargo de los activos financieros e inmuebles de la entidad que presidía Lucía de Pinochet”.
Su gestión también tuvo resultados significativos en materia de entrega de tierras a los pueblos originarios, multiplicación de los proyectos de Energías Renovables, disposición de inmuebles fiscales para proyectos de vivienda social y barrios integrados, regularización de la pequeña propiedad privada raíz, y desarrollo con sustentabilidad.
Cesó como ministro de Bienes Nacionales el 19 de octubre de 2016, siendo reemplazado por Nivia Palma.
En 2019 se incorporó al Partido Progresista junto con los militantes de la Izquierda Ciudadana.

## Historial electoral

### Elecciones parlamentarias de 2017
- Elecciones parlamentarias de 2017 a Diputado por el distrito 8 (Cerrillos, Colina, Estación Central, Lampa, Maipú, Til Til, Pudahuel y Quilicura)[14]

| Candidato               | Pacto                    | Partido  | Votos  | %     | Resultados |
| ----------------------- | ------------------------ | -------- | ------ | ----- | ---------- |
| Joaquín Lavín León      | Chile Vamos              | UDI      | 75 973 | 15.74 | Diputado   |
| Gabriel Silber Romo     | Convergencia Democrática | DC       | 29 205 | 6.05  | Diputado   |
| Pepe Auth Stewart       | La Fuerza de la Mayoría  | IND-PRSD | 26 839 | 5.56  | Diputado   |
| Patricio Melero Abaroa  | Chile Vamos              | UDI      | 23 042 | 4.77  | Diputado   |
| Claudia Mix Jiménez     | Frente Amplio            | POD      | 20 958 | 4.34  | Diputada   |
| María José Leiva Jopia  | Frente Amplio            | PEV      | 17 893 | 3.71  |            |
| Mario Desbordes Jiménez | Chile Vamos              | RN       | 17 799 | 3.69  | Diputado   |
| Carmen Hertz Cádiz      | La Fuerza de la Mayoría  | PCCh     | 16 035 | 3.32  | Diputada   |
| Andrea Ojeda Miranda    | Chile Vamos              | RN       | 15 362 | 3.18  |            |
| Alejandra Bravo Hidalgo | Chile Vamos              | PRI      | 14 323 | 2.97  |            |
| Lorena Pizarro Sierra   | La Fuerza de la Mayoría  | PCCh     | 12 137 | 2.86  |            |
| Pablo Vidal Rojas       | Frente Amplio            | RD       | 12 135 | 2.86  | Diputado   |
| Marcela Sandoval Osorio | Frente Amplio            | RD       | 11 927 | 2.81  |            |
| Víctor Osorio Reyes     | Convergencia Democrática | IND-DC   | 5217   | 1.23  |            |